# Đội tuyển bóng đá quốc gia Áo
Đội tuyển bóng đá quốc gia Áo (tiếng Đức: Österreichische Fußballnationalmannschaft) là đội tuyển cấp quốc gia của Áo do Hiệp hội bóng đá Áo quản lý.
Thành tích cao nhất của đội cho đến nay là vị trí thứ 3 tại World Cup 1954, tấm huy chương bạc tại Thế vận hội Mùa hè 1936 và lọt vào vòng 16 đội tại 2 kỳ Euro: 2020, 2024.

## Thành tích tại các giải đấu

### Giải vô địch thế giới
| Năm           | Kết quả                  | St                       | T                        | H                        | B                        | Bt                       | Bb                       |
| ------------- | ------------------------ | ------------------------ | ------------------------ | ------------------------ | ------------------------ | ------------------------ | ------------------------ |
| 1930          | Không tham dự            | Không tham dự            | Không tham dự            | Không tham dự            | Không tham dự            | Không tham dự            | Không tham dự            |
| 1934          | Hạng tư                  | 4                        | 2                        | 0                        | 2                        | 7                        | 7                        |
| 1938          | Bỏ cuộc                  | Bỏ cuộc                  | Bỏ cuộc                  | Bỏ cuộc                  | Bỏ cuộc                  | Bỏ cuộc                  | Bỏ cuộc                  |
| 1950          | Bỏ cuộc                  | Bỏ cuộc                  | Bỏ cuộc                  | Bỏ cuộc                  | Bỏ cuộc                  | Bỏ cuộc                  | Bỏ cuộc                  |
| 1954          | Hạng ba                  | 3                        | 4                        | 0                        | 1                        | 17                       | 12                       |
| 1958          | Vòng 1                   | 3                        | 0                        | 1                        | 2                        | 2                        | 7                        |
| 1962          | Bỏ cuộc                  | Bỏ cuộc                  | Bỏ cuộc                  | Bỏ cuộc                  | Bỏ cuộc                  | Bỏ cuộc                  | Bỏ cuộc                  |
| 1966 đến 1974 | Không vượt qua vòng loại | Không vượt qua vòng loại | Không vượt qua vòng loại | Không vượt qua vòng loại | Không vượt qua vòng loại | Không vượt qua vòng loại | Không vượt qua vòng loại |
| 1978          | Vòng 2                   | 6                        | 3                        | 0                        | 3                        | 7                        | 10                       |
| 1982          | Vòng 2                   | 5                        | 2                        | 1                        | 2                        | 5                        | 4                        |
| 1986          | Không vượt qua vòng loại | Không vượt qua vòng loại | Không vượt qua vòng loại | Không vượt qua vòng loại | Không vượt qua vòng loại | Không vượt qua vòng loại | Không vượt qua vòng loại |
| 1990          | Vòng 1                   | 3                        | 1                        | 0                        | 2                        | 2                        | 3                        |
| 1994          | Không vượt qua vòng loại | Không vượt qua vòng loại | Không vượt qua vòng loại | Không vượt qua vòng loại | Không vượt qua vòng loại | Không vượt qua vòng loại | Không vượt qua vòng loại |
| 1998          | Vòng 1                   | 3                        | 0                        | 2                        | 1                        | 3                        | 4                        |
| 2002 đến 2022 | Không vượt qua vòng loại | Không vượt qua vòng loại | Không vượt qua vòng loại | Không vượt qua vòng loại | Không vượt qua vòng loại | Không vượt qua vòng loại | Không vượt qua vòng loại |
| 2026 đến 2034 | Chưa xác định            | Chưa xác định            | Chưa xác định            | Chưa xác định            | Chưa xác định            | Chưa xác định            | Chưa xác định            |
| Tổng cộng     | 7/22 1 lần hạng ba       | 29                       | 12                       | 4                        | 13                       | 43                       | 47                       |

### Giải vô địch châu Âu
Áo đã có 4 lần tham dự vòng chung kết Giải vô địch bóng đá châu Âu, trong đó hai lần đầu tiên góp mặt vào các năm 2008 và 2016 đều bị loại ở vòng bảng, hai lần tiếp theo vào các năm 2020 và 2024 đều dừng bước ở vòng 16 đội.
| Năm           | Kết quả                  | St                       | T                        | H                        | B                        | Bt                       | Bb                       |
| ------------- | ------------------------ | ------------------------ | ------------------------ | ------------------------ | ------------------------ | ------------------------ | ------------------------ |
| 1960 đến 2004 | Không vượt qua vòng loại | Không vượt qua vòng loại | Không vượt qua vòng loại | Không vượt qua vòng loại | Không vượt qua vòng loại | Không vượt qua vòng loại | Không vượt qua vòng loại |
| 2008          | Vòng 1                   | 3                        | 0                        | 1                        | 2                        | 1                        | 3                        |
| 2012          | Không vượt qua vòng loại | Không vượt qua vòng loại | Không vượt qua vòng loại | Không vượt qua vòng loại | Không vượt qua vòng loại | Không vượt qua vòng loại | Không vượt qua vòng loại |
| 2016          | Vòng 1                   | 3                        | 0                        | 1                        | 2                        | 1                        | 4                        |
| 2020          | Vòng 2                   | 4                        | 2                        | 0                        | 2                        | 5                        | 5                        |
| 2024          | Vòng 2                   | 4                        | 2                        | 0                        | 2                        | 7                        | 6                        |
| 2028          | Chưa xác định            | Chưa xác định            | Chưa xác định            | Chưa xác định            | Chưa xác định            | Chưa xác định            | Chưa xác định            |
| 2032          | Chưa xác định            | Chưa xác định            | Chưa xác định            | Chưa xác định            | Chưa xác định            | Chưa xác định            | Chưa xác định            |
| Tổng cộng     | 4/17 2 lần vòng 2        | 14                       | 4                        | 2                        | 8                        | 14                       | 18                       |

### UEFA Nations League
| Thành tích tại UEFA Nations League | Thành tích tại UEFA Nations League | Thành tích tại UEFA Nations League | Thành tích tại UEFA Nations League | Thành tích tại UEFA Nations League | Thành tích tại UEFA Nations League | Thành tích tại UEFA Nations League | Thành tích tại UEFA Nations League | Thành tích tại UEFA Nations League | Thành tích tại UEFA Nations League | Thành tích tại UEFA Nations League |
| Mùa giải                           | Hạng đấu                           | Kết quả                            | Pos                                | Pld                                | W                                  | D                                  | L                                  | GF                                 | GA                                 |                                    |
| ---------------------------------- | ---------------------------------- | ---------------------------------- | ---------------------------------- | ---------------------------------- | ---------------------------------- | ---------------------------------- | ---------------------------------- | ---------------------------------- | ---------------------------------- | ---------------------------------- |
| 2018–19                            | B                                  | Vòng bảng                          | 18th                               | 4                                  | 2                                  | 1                                  | 1                                  | 3                                  | 2                                  |                                    |
| 2020–21                            | B                                  | Vòng bảng                          | 18th                               | 6                                  | 4                                  | 1                                  | 1                                  | 9                                  | 6                                  |                                    |
| 2022–23                            | A                                  | Vòng bảng                          | 13th                               | 6                                  | 1                                  | 1                                  | 4                                  | 6                                  | 10                                 |                                    |
| Tổng cộng                          | Tổng cộng                          | Vòng bảng                          | 3/3                                | 16                                 | 7                                  | 3                                  | 6                                  | 18                                 | 18                                 |                                    |

### Thế vận hội Mùa hè
Áo từng bốn lần tham dự Thế vận hội, trong đó thành tích tốt nhất là giành được một tấm huy chương bạc.
- (Nội dung thi đấu dành cho cấp đội tuyển quốc gia cho đến kỳ Đại hội năm 1988)

| Năm           | Kết quả                  | St                       | T                        | H                        | B                        | Bt                       | Bb                       |
| ------------- | ------------------------ | ------------------------ | ------------------------ | ------------------------ | ------------------------ | ------------------------ | ------------------------ |
| 1900 đến 1908 | Không tham dự            | Không tham dự            | Không tham dự            | Không tham dự            | Không tham dự            | Không tham dự            | Không tham dự            |
| 1912          | Tứ kết                   | 4                        | 2                        | 0                        | 2                        | 6                        | 4                        |
| 1920 đến 1928 | Không vượt qua vòng loại | Không vượt qua vòng loại | Không vượt qua vòng loại | Không vượt qua vòng loại | Không vượt qua vòng loại | Không vượt qua vòng loại | Không vượt qua vòng loại |
| 1936          | Huy chương bạc           | 4                        | 3                        | 0                        | 1                        | 10                       | 4                        |
| 1948          | Vòng 1                   | 1                        | 0                        | 0                        | 1                        | 0                        | 3                        |
| 1952          | Tứ kết                   | 2                        | 1                        | 0                        | 1                        | 5                        | 6                        |
| 1956 đến 1988 | Không vượt qua vòng loại | Không vượt qua vòng loại | Không vượt qua vòng loại | Không vượt qua vòng loại | Không vượt qua vòng loại | Không vượt qua vòng loại | Không vượt qua vòng loại |
| Tổng cộng     | 1 lần huy chương bạc     | 11                       | 6                        | 0                        | 5                        | 21                       | 17                       |

## Lịch đấu
| 23 tháng 3 Giao hữu | Slovakia | 0–2      | Áo                             | Bratislava, Slovakia                                                |  |
| 18:00               |          | Chi tiết | - Baumgartner 1' - Weimann 82' | Sân vận động: Tehelné Pole Trọng tài: Trustin Farrugia Cann (Malta) |  |

| 26 tháng 3 Giao hữu | Áo                                                                                            | 6–1 | Thổ Nhĩ Kỳ               | Vienna, Áo                                                            |  |
| 21:45               | - X. Schlager 2' - Gregoritsch 44', 48', 59' (ph.đ.) - Baumgartner 78' (ph.đ.) - Entrup 90+5' |     | - Çalhanoğlu 25' (ph.đ.) | Sân vận động: Sân vận động Ernst Happel Trọng tài: Daniele Chiffi (Ý) |  |

| 4 tháng 6 Giao hữu | Áo                             | 2–1      | Serbia         | Vienna, Áo                                                                    |  |
| 20:45              | - Wimmer 10' - Baumgartner 13' | Chi tiết | - Pavlović 35' | Sân vận động: Sân vận động Ernst Happel Trọng tài: António Nobre (Bồ Đào Nha) |  |

| 8 tháng 6 Giao hữu | Thụy Sĩ      | 1–1      | Áo               | St. Gallen, Thụy Sĩ                                               |  |
| 18:00              | - Widmer 26' | Chi tiết | - Baumgartner 5' | Sân vận động: Kybunpark Trọng tài: Maria Sole Ferrieri Caputi (Ý) |  |

| 17 tháng 6 Bảng D UEFA Euro 2024 | Áo | 0–1      | Pháp               | Düsseldorf, Đức                                                                                    |  |
| 21:00                            |    | Chi tiết | - Wöber 38' (l.n.) | Sân vận động: Merkur Spiel-Arena Lượng khán giả: 46,425 Trọng tài: Jesús Gil Manzano (Tây Ban Nha) |  |

| 21 tháng 6 Bảng D UEFA Euro 2024 | Ba Lan       | 1–3      | Áo                                                      | Berlin, Đức                                                                                  |  |
| 18:00                            | - Piątek 30' | Chi tiết | - Trauner 9' - Baumgartner 66' - Arnautović 78' (ph.đ.) | Sân vận động: Olympiastadion Lượng khán giả: 69,455 Trọng tài: Halil Umut Meler (Thổ Nhĩ Kỳ) |  |

| 25 tháng 6 Bảng D UEFA Euro 2024 | Hà Lan                  | 2–3      | Áo                                            | Berlin, Đức                                                                             |  |
| 18:00                            | - Gakpo 47' - Depay 75' | Chi tiết | - Malen 6' (l.n.) - Schmid 59' - Sabitzer 80' | Sân vận động: Olympiastadion Lượng khán giả: 68,363 Trọng tài: Ivan Kružliak (Slovakia) |  |

| 2 tháng 7 Vòng 16 đội UEFA Euro 2024 | Áo                | 1–2      | Thổ Nhĩ Kỳ        | Leipzig, Đức                                                                                  |  |
| 21:00                                | - Gregoritsch 66' | Chi tiết | - Demiral 1', 59' | Sân vận động: Red Bull Arena Lượng khán giả: 38,305 Trọng tài: Artur Soares Dias (Bồ Đào Nha) |  |

| 6 tháng 9 UEFA Nations League 2024–25 | Slovenia | v | Áo | Ljubljana, Slovenia                |  |
| 20:45 UTC+2                           |          |   |    | Sân vận động: Sân vận động Stožice |  |

| 9 tháng 9 UEFA Nations League 2024–25 | Na Uy | v | Áo | Oslo, Na Uy                         |  |
| 20:45 UTC+2                           |       |   |    | Sân vận động: Sân vận động Ullevaal |  |

| 10 tháng 10 UEFA Nations League 2024–25 | Áo | v | Kazakhstan | Linz, Áo                       |  |
| 20:45 UTC+2                             |    |   |            | Sân vận động: Raiffeisen Arena |  |

| 13 tháng 10 UEFA Nations League 2024–25 | Áo | v | Na Uy | Linz, Áo                       |  |
| 20:45 UTC+2                             |    |   |       | Sân vận động: Raiffeisen Arena |  |

| 14 tháng 11 UEFA Nations League 2024–25 | Kazakhstan | v | Áo | Astana, Kazakhstan         |  |
| 21:00 UTC+6                             |            |   |    | Sân vận động: Astana Arena |  |

| 17 tháng 11 UEFA Nations League 2024–25 | Áo | v | Slovenia | Vienna, Áo                            |  |
| 18:00 UTC+1                             |    |   |          | Sân vận động: Sân vận động Franz Horr |  |

## Cầu thủ

### Đội hình hiện tại
Đội hình đã hoàn thành UEFA Euro 2024.

Số liệu thống kê tính đến ngày 2 tháng 7 năm 2024 sau trận gặp Thổ Nhĩ Kỳ.

| Số | VT | Cầu thủ                      | Ngày sinh (tuổi)  | Trận | Bàn | Câu lạc bộ               |
| -- | -- | ---------------------------- | ----------------- | ---- | --- | ------------------------ |
| 1  | TM | Heinz Lindner                | 17 tháng 7, 1990  | 37   | 0   | Union Saint-Gilloise     |
| 12 | TM | Niklas Hedl                  | 17 tháng 3, 2001  | 1    | 0   | Rapid Wien               |
| 13 | TM | Patrick Pentz                | 2 tháng 1, 1997   | 10   | 0   | Brøndby                  |
|    |    |                              |                   |      |     |                          |
| 2  | HV | Maximilian Wöber             | 4 tháng 2, 1998   | 28   | 0   | Borussia Mönchengladbach |
| 3  | HV | Gernot Trauner               | 25 tháng 3, 1992  | 13   | 2   | Feyenoord                |
| 4  | HV | Kevin Danso                  | 19 tháng 9, 1998  | 23   | 0   | Lens                     |
| 5  | HV | Stefan Posch                 | 14 tháng 5, 1997  | 36   | 1   | Bologna                  |
| 14 | HV | Leopold Querfeld             | 20 tháng 12, 2003 | 3    | 0   | Rapid Wien               |
| 15 | HV | Philipp Lienhart             | 11 tháng 7, 1996  | 24   | 1   | SC Freiburg              |
| 16 | HV | Phillipp Mwene               | 29 tháng 1, 1994  | 15   | 0   | Mainz 05                 |
| 21 | HV | Flavius Daniliuc             | 27 tháng 4, 2001  | 3    | 0   | Red Bull Salzburg        |
|    |    |                              |                   |      |     |                          |
| 6  | TV | Nicolas Seiwald              | 4 tháng 5, 2001   | 28   | 0   | RB Leipzig               |
| 8  | TV | Alexander Prass              | 26 tháng 5, 2001  | 9    | 0   | Sturm Graz               |
| 9  | TV | Marcel Sabitzer (đội trưởng) | 17 tháng 3, 1994  | 82   | 18  | Borussia Dortmund        |
| 10 | TV | Florian Grillitsch           | 7 tháng 8, 1995   | 47   | 1   | TSG Hoffenheim           |
| 17 | TV | Florian Kainz                | 24 tháng 10, 1992 | 28   | 1   | 1. FC Köln               |
| 18 | TV | Romano Schmid                | 27 tháng 1, 2000  | 15   | 1   | Werder Bremen            |
| 19 | TV | Christoph Baumgartner        | 1 tháng 8, 1999   | 42   | 16  | RB Leipzig               |
| 20 | TV | Konrad Laimer                | 27 tháng 5, 1997  | 40   | 4   | Bayern Munich            |
| 22 | TV | Matthias Seidl               | 24 tháng 1, 2001  | 4    | 0   | Rapid Wien               |
|    |    |                              |                   |      |     |                          |
| 7  | TĐ | Marko Arnautović (đội phó)   | 19 tháng 4, 1989  | 116  | 37  | Internazionale           |
| 11 | TĐ | Michael Gregoritsch          | 18 tháng 4, 1994  | 59   | 16  | SC Freiburg              |
| 23 | TĐ | Patrick Wimmer               | 30 tháng 5, 2001  | 15   | 1   | VfL Wolfsburg            |
| 24 | TĐ | Andreas Weimann              | 5 tháng 8, 1991   | 25   | 2   | West Bromwich Albion     |
| 25 | TĐ | Maximilian Entrup            | 15 tháng 9, 1997  | 3    | 1   | Hartberg                 |
| 26 | TĐ | Marco Grüll                  | 6 tháng 7, 1998   | 5    | 0   | Rapid Wien               |

### Triệu tập gần đây
| Vt | Cầu thủ               | Ngày sinh (tuổi) | Số trận | Bt | Câu lạc bộ               | Lần cuối triệu tập              |
| -- | --------------------- | ---------------- | ------- | -- | ------------------------ | ------------------------------- |
| TM | Daniel Bachmann       | 9 tháng 7, 1994  | 14      | 0  | Watford                  | UEFA Euro 2024 PRE              |
| TM | Tobias Lawal          | 7 tháng 6, 2000  | 0       | 0  | LASK                     | UEFA Euro 2024 PRE              |
| TM | Cican Stanković       | 4 tháng 11, 1992 | 4       | 0  | AEK Athens               | UEFA Euro 2024 PRE              |
| TM | Alexander Schlager    | 1 tháng 2, 1996  | 15      | 0  | Red Bull Salzburg        | v. Thổ Nhĩ Kỳ, 14 March 2024    |
|    |                       |                  |         |    |                          |                                 |
| HV | Stefan Lainer         | 27 tháng 8, 1992 | 39      | 2  | Borussia Mönchengladbach | UEFA Euro 2024 PRE              |
| HV | Marco Friedl          | 16 tháng 3, 1998 | 5       | 0  | Werder Bremen            | UEFA Euro 2024 PRE              |
| HV | Samson Baidoo         | 31 tháng 3, 2004 | 1       | 0  | Red Bull Salzburg        | UEFA Euro 2024 PRE              |
| HV | David Alaba (đội phó) | 24 tháng 6, 1992 | 105     | 15 | Real Madrid              | v. Đức, 21 November 2023INJ     |
| HV | David Schnegg         | 29 tháng 9, 1998 | 1       | 0  | Sturm Graz               | v. Thụy Điển, 12 September 2023 |
|    |                       |                  |         |    |                          |                                 |
| TV | Dejan Ljubičić        | 8 tháng 10, 1997 | 9       | 1  | 1. FC Köln               | UEFA Euro 2024 PRE              |
| TV | Thierno Ballo         | 2 tháng 1, 2002  | 0       | 0  | Wolfsberger AC           | UEFA Euro 2024 PRE              |
| TV | Christoph Lang        | 7 tháng 1, 2002  | 0       | 0  | Rapid Wien               | UEFA Euro 2024 PRE              |
| TV | Kevin Stöger          | 27 tháng 8, 1993 | 0       | 0  | VfL Bochum               | UEFA Euro 2024 PRE              |
| TV | Xaver Schlager        | 28 tháng 9, 1997 | 43      | 4  | RB Leipzig               | v. Thổ Nhĩ Kỳ, 14 March 2024    |
|    |                       |                  |         |    |                          |                                 |
| TĐ | Guido Burgstaller     | 29 tháng 4, 1989 | 26      | 2  | Rapid Wien               | UEFA Euro 2024 PRE              |
| TĐ | Junior Adamu          | 6 tháng 6, 2001  | 6       | 0  | SC Freiburg              | UEFA Euro 2024 PRE              |
| TĐ | Muhammed Cham         | 26 tháng 9, 2000 | 3       | 0  | Clermont                 | UEFA Euro 2024 PRE              |
| TĐ | Manprit Sarkaria      | 26 tháng 8, 1996 | 1       | 0  | Sturm Graz               | UEFA Euro 2024 PRE              |
| TĐ | Benedikt Pichler      | 20 tháng 7, 1997 | 0       | 0  | Holstein Kiel            | UEFA Euro 2024 PRE              |
| TĐ | Saša Kalajdžić        | 7 tháng 7, 1997  | 19      | 4  | Eintracht Frankfurt      | v. Đức, 21 November 2023        |
| TĐ | Karim Onisiwo RET     | 17 tháng 3, 1992 | 24      | 1  | Mainz 05                 | v. Thụy Điển, 12 September 2023 |

### Kỷ lục
Tính đến 2 tháng 7 năm 2024
Cầu thủ in đậm vẫn còn thi đấu cho đội tuyển quốc gia.

#### Khoác áo đội tuyển quốc gia nhiều nhất

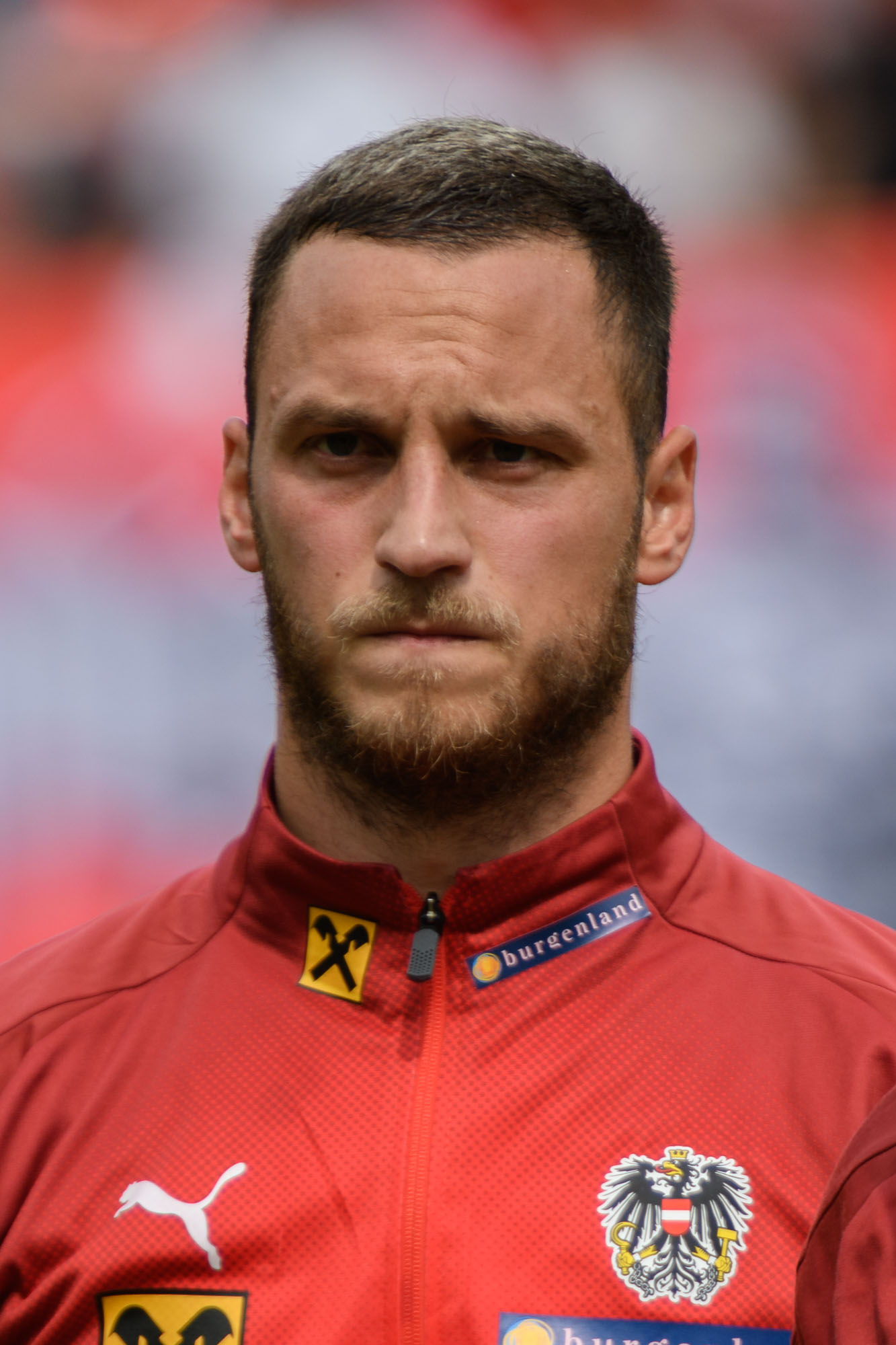
Marko Arnautović là cầu thủ khoác áo đội tuyển Áo nhiều nhất với 116 trận.

| # | Cầu thủ               | Năm thi đấu | Số trận | Bàn thắng |
| - | --------------------- | ----------- | ------- | --------- |
| 1 | Marko Arnautović      | 2008–       | 116     | 37        |
| 2 | David Alaba           | 2009–       | 105     | 15        |
| 3 | Andreas Herzog        | 1988–2003   | 103     | 26        |
| 4 | Aleksandar Dragović   | 2009–2022   | 100     | 2         |
| 5 | Anton Polster         | 1982–2000   | 95      | 44        |
| 6 | Gerhard Hanappi       | 1948–1964   | 93      | 12        |
| 7 | Karl Koller           | 1952–1965   | 86      | 5         |
| 8 | Friedrich Koncilia    | 1970–1985   | 84      | 0         |
| 8 | Bruno Pezzey          | 1975–1990   | 84      | 9         |
| 8 | Julian Baumgartlinger | 2009–2021   | 84      | 1         |

#### Ghi nhiều bàn thắng nhất

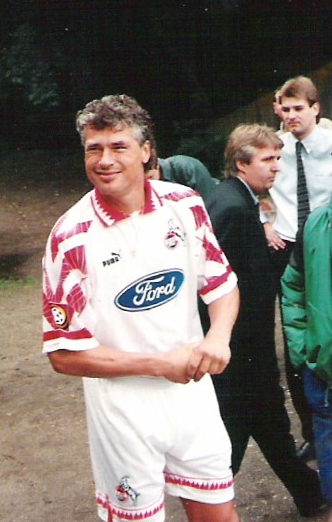
Anton Polster là cầu thủ ghi nhiều bàn thắng nhất cho đội tuyển Áo với 44 bàn.

| #  | Cầu thủ           | Năm thi đấu | Bàn thắng | Số trận | Hiệu suất |
| -- | ----------------- | ----------- | --------- | ------- | --------- |
| 1  | Anton Polster     | 1982–2000   | 44        | 95      | 0.46      |
| 2  | Marko Arnautović  | 2008–       | 37        | 116     | 0.32      |
| 3  | Johann Krankl     | 1973–1985   | 34        | 69      | 0.49      |
| 4  | Erich Hof         | 1957–1968   | 28        | 37      | 0.76      |
| 4  | Marc Janko        | 2006–2019   | 28        | 70      | 0.4       |
| 6  | Anton Schall      | 1927–1934   | 27        | 28      | 0.96      |
| 8  | Matthias Sindelar | 1926–1937   | 26        | 43      | 0.6       |
| 8  | Andreas Herzog    | 1988–2003   | 26        | 103     | 0.25      |
| 10 | Karl Zischek      | 1931–1945   | 24        | 40      | 0.6       |